# Steinberg am Rofan
Steinberg am Rofan je obec v Rakousku ve spolkové zemi Tyrolsko v okrese Schwaz.
Žije zde 297 obyvatel (1. 1. 2011).

## Osobnosti spojené s obcí
- Richard Agreiter (*1941), sochař